# Арки Скалигеров
Арки Скалигеров (итал. Arche Scaligere; гробницы Скалигеров) — готические надгробия трёх представителей рода Скалигеров, управлявшего Вероной в XIII—XIV веках. Расположены рядом с церковью Санта Мария Антика. Предшественником арок Скалигеров считается висячий саркофаг Гульельмо ди Кастельбарко, созданный в 1320 году и находящийся у церкви Санта Анастазия.
- Арка Кангранде I делла Скала

Расположена над входом в церковь в Санта Мария Антика и выполнена в форме табернакля. Является одним из самых выдающихся образцов веронской скульптуры XIV века. Скульптор неизвестен, авторство ряд исследователей приписывает Джованни Риджино, но традиционно автора называют «мастер арок Скалигеров». Кангранде I дважды изображён на ней: лежащий, объятый вечным сном и на вершине надгробия сидящим на лошади как участник турнира. В настоящее время оригинал гробницы находится в музее Кастельвеккио, а над входом в церковь установлена копия.
- Арка Мастино II

Мастино II делла Скала, скончавшийся в 1351 году, начал строительство надгробия ещё при жизни. Саркофаг украшен фигурами ангелов и святых, сам правитель, одетый в доспехи, изображён на коне.
- Арка Кансиньорио

Выполнена в 1375 году мастерами болонской школы Гаспаре Броаспини и Бонино да Кампионе. Надгробие шестиугольной формы поддерживается витыми колоннами. Грани украшены скульптурой, рельефами. На вершине установлена конная статуя Кансиньорио.
Рядом с этим монументами расположены скромные захоронения остальных представителей рода Скалигеров: Мастино I, Альбоино, Бартоломео, Альберто I и Кангранде II.
- Арка Мастино II
- Арка Кангранде I
- Арка Кансиньорио